# Échelet papou
Cormobates placens
Espèce
Synonymes
- Cormobates leucophaeus

Statut de conservation UICN

 LC  : Préoccupation mineure
L’Échelet papou (Cormobates placens) est une espèce de passereaux de la famille des Climacteridae.

## Systématique
Il était considéré jusqu'à récemment comme une sous-espèce de l'échelet leucophée.

## Répartition
Il est endémique des régions élevées de Nouvelle-Guinée.